# Белиці (Вармінсько-Мазурське воєводство)
Белиці (пол. Bielice, нім. Molkerei Bielitz) — село в Польщі, у гміні Біскупець Новомейського повіту Вармінсько-Мазурського воєводства.
Населення — 764 особи (2011).
У 1975-1998 роках село належало до Торунського воєводства.

## Демографія
Демографічна структура станом на 31 березня 2011 року:
|          | Загалом | Допрацездатний вік | Працездатний вік | Постпрацездатний вік |
| -------- | ------- | ------------------ | ---------------- | -------------------- |
| Чоловіки | 393     | 85                 | 269              | 39                   |
| Жінки    | 371     | 81                 | 229              | 61                   |
| Разом    | 764     | 166                | 498              | 100                  |